# بعثة الولايات المتحدة إلى جوسون
كانت حملة الولايات المتحدة ضد كوريا، والتي تُعرف في كوريا ب شينميانغيو «الاضطراب الغربي في عام شينمي (1871)»، أو باختصار الحملة الكورية، العمل العسكري الأمريكي الأول في كوريا والذي اتخذ من جزيرة غانغوا وحولها موقعًا رئيسيًا له في عام 1871.
كان الهدف من وجود القوات البرية والبحرية الأمريكية في كوريا تقديم الدعم لوفد دبلوماسي أمريكي كان قد أُرسل لإجراء مفاوضات بشأن العلاقات التجارية والسياسية مع دولة شبه الجزيرة بهدف التأكد من مصير السفينة التجارية الجنرال شيرمان، التي كانت قد فُقدت أثناء زيارتها لكوريا في عام 1866. ولكن بحسب مقال في مجلة ناشيونال إنترست، أشارت سجلات لو الخاصة إلى أن الحافز وراء الحملة العقابية كان الحاجة إلى إثبات قوة أمريكا ضد ما اعتبره أمة أضعف. في السابق، كان القادة الأمريكيون قد شعروا بأنه يحق لهم الدخول في المياه الكورية «سلميًا» للمسح والتجارة باستخدام سفن حربية مدججة بالسلاح وتجاهلوا الطلبات الدبلوماسية المتكررة باحترام السيادة الكورية. 
في عام 1871، كانت الولايات المتحدة قد أرسلت سفيرها إلى الصين فريدريك لو مع سرب آسيوي تابع للبحرية الأمريكية للتحقيق في اختفاء الجنرال شيرمان وأيضًا في محاولة لإقناع الكوريين بفتح علاقات تجارية. إلا أن المسؤوليين الكوريين أوضحوا للو أنهم غير مهتمين بإبرام أي معاهدة تجارية.
حين هاجمت بطاريات الشاطئ الكورية سفينتين حربيتين أمريكيتين في 1 يونيو أسفل نهر هان، قرر لو مهاجمة الحصون ما لم يقدم الكوريون اعتذارًا رسميًا عن الكمين على ضفاف النهر. إلا أن موظفين كوريين أرسلوا رسائل تحمّل الأمريكيين مسؤولية انتهاك قوانين بلادهم بإرسالهم سفنًا حربية مسلحة بشكل غير قانوني إلى مياههم الإقليمية، وأخيرًا شرحوا أيضًا للو ما كان قد حدث للجنرال شيرمان بشكل مماثل.
أرسل حاكم غانغوا أيضًا ما وصفه لو «أشياءًا قليلة لا قيمة لها»، ثلاث بقرات وخمسين دجاجة وألف بيضة، في محاولة لتهدئة الأمور. رفض الأمريكيون العرض. وبدلًا من ذلك، انطلقت حملة عقابية بعد فشل الأدميرال الأمريكي في تلقي اعتذار رسمي من الكوريين حول شعورهم بأنهم مدينين لهم. غيرت الطبيعة الانعزالية لحكومة سلالة جوسون والطبيعة الإمبريالية للأمريكيين في عدم الاعتراف بالسياسات الموضوعة لكوريا الحملة الدبلوماسية إلى نزاع مسلح. في 10 يونيو، هبط نحو 650 أمريكيًا واستولوا على عدة حصون، مما أسفر عن مقتل ما يزيد عن 200 جندي كوري وفقد ثلاثة جنود أمريكيين فقط. واصلت كوريا رفضها إجراء مفاوضات مع الولايات المتحدة حتى عام 1882.

## اتصال أولي
تألفت الحملة من 650 رجلًا وما يزيد عن 500 من البحارة و100 من قوات مشاة البحرية، إضافة إلى 5 سفن حربية: كولورادو وألاسكا وبالوس ومونوكاسي وبينيسيا. كان على متن السفينة كولورادو العميد البحري جون رودجرز وفريدريك إف. لو، سفير الولايات المتحدة إلى الصين. كانت القوات الكورية، التي عُرفت ب«صيادي النمور»، تحت قيادة الجنرال يو جاي يون.
أقام الأمريكيون اتصالات آمنة مع السكان الكوريين، الذين وُصفوا ب«أناس يرتدون ملابس بيضاء». وحين استفسروا عن حادثة الجنرال شيرمان، أبدى الكوريون في البداية ترددًا في مناقشة الموضوع، ما بدى ظاهريًا بأنه يهدف إلى تجنب أن يضطروا إلى دفع أي تعويض. ونتيجة لذلك، أعلم الأمريكيون الكوريين أن أسطولهم سوف يستكشف المنطقة، وأنهم لن يتسببوا بأي ضرر. أسيء تفسير هذه البادرة، فحظرت السياسة الكورية في ذلك الوقت السفن الأجنبية من الإبحار في نهر هان الذي كان يقود مباشرة إلى العاصمة هانيانغ، سيول في يومنا هذا. لذلك رفضت حكومة جوسون الطلب الأمريكي. ولكن بالرغم من رفض حكومة جوسون، قامت الولايات المتحدة بعمليات إبحار. 

## معرض صور

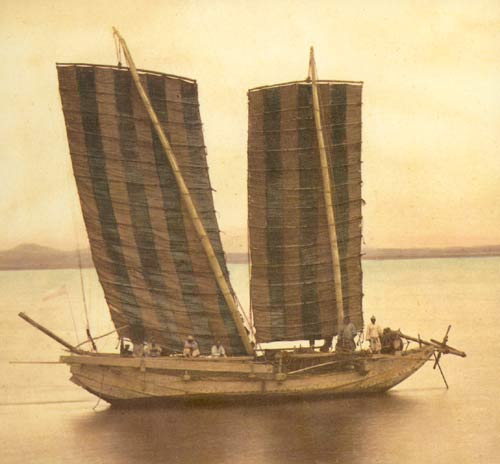
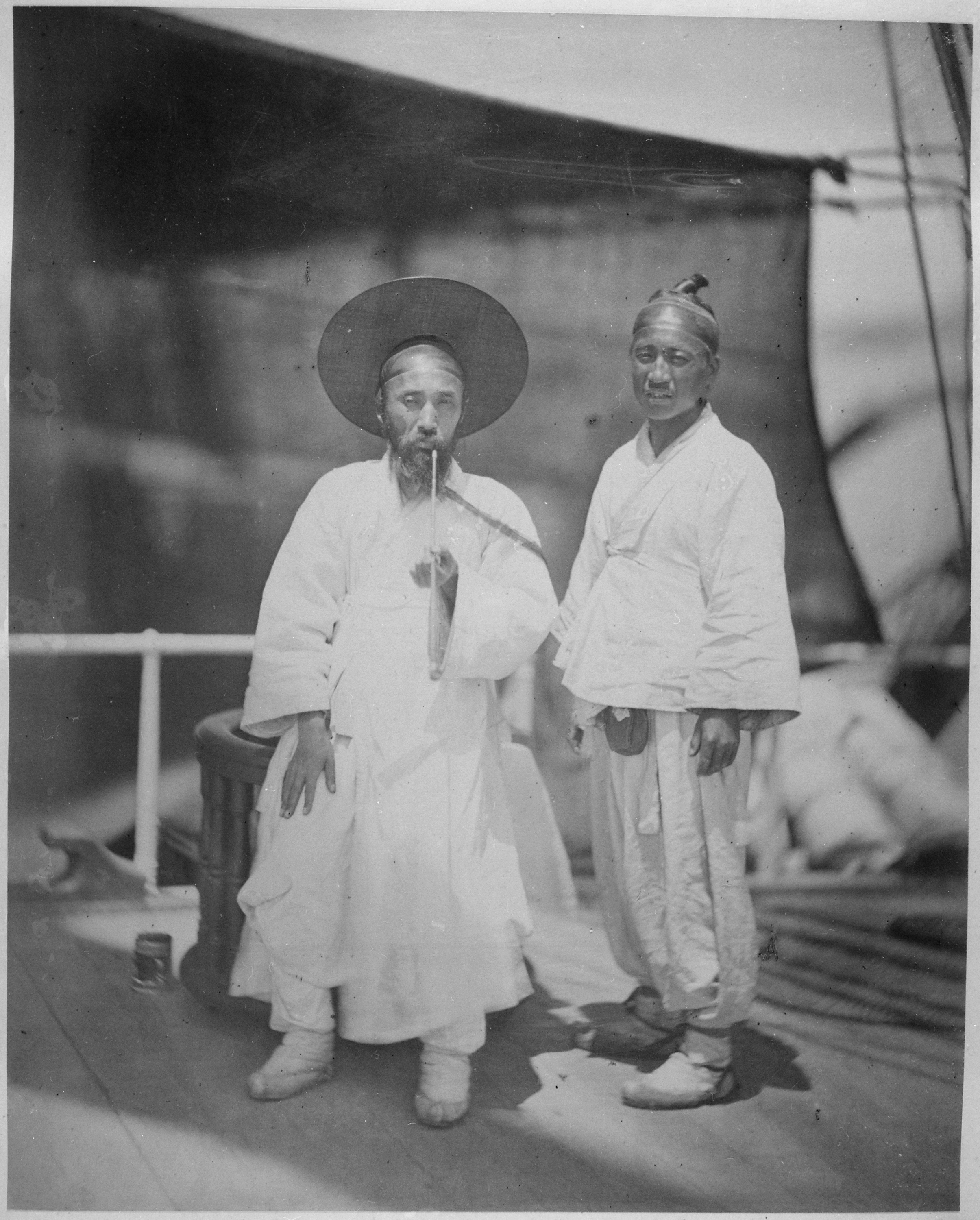
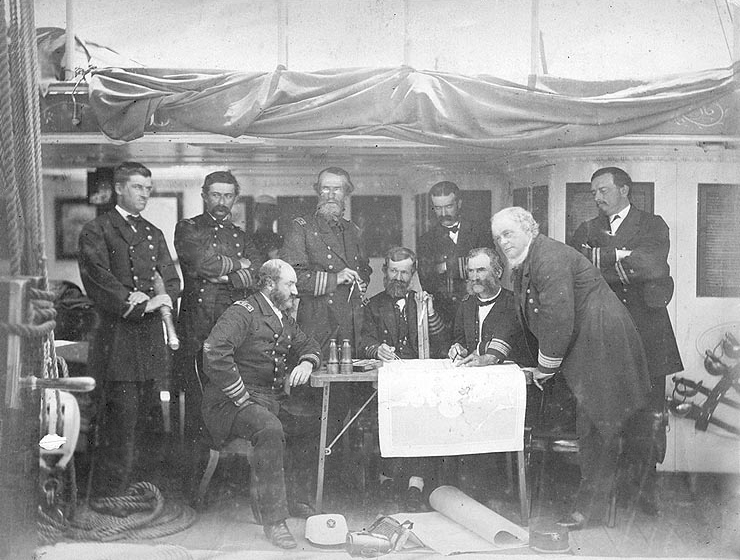
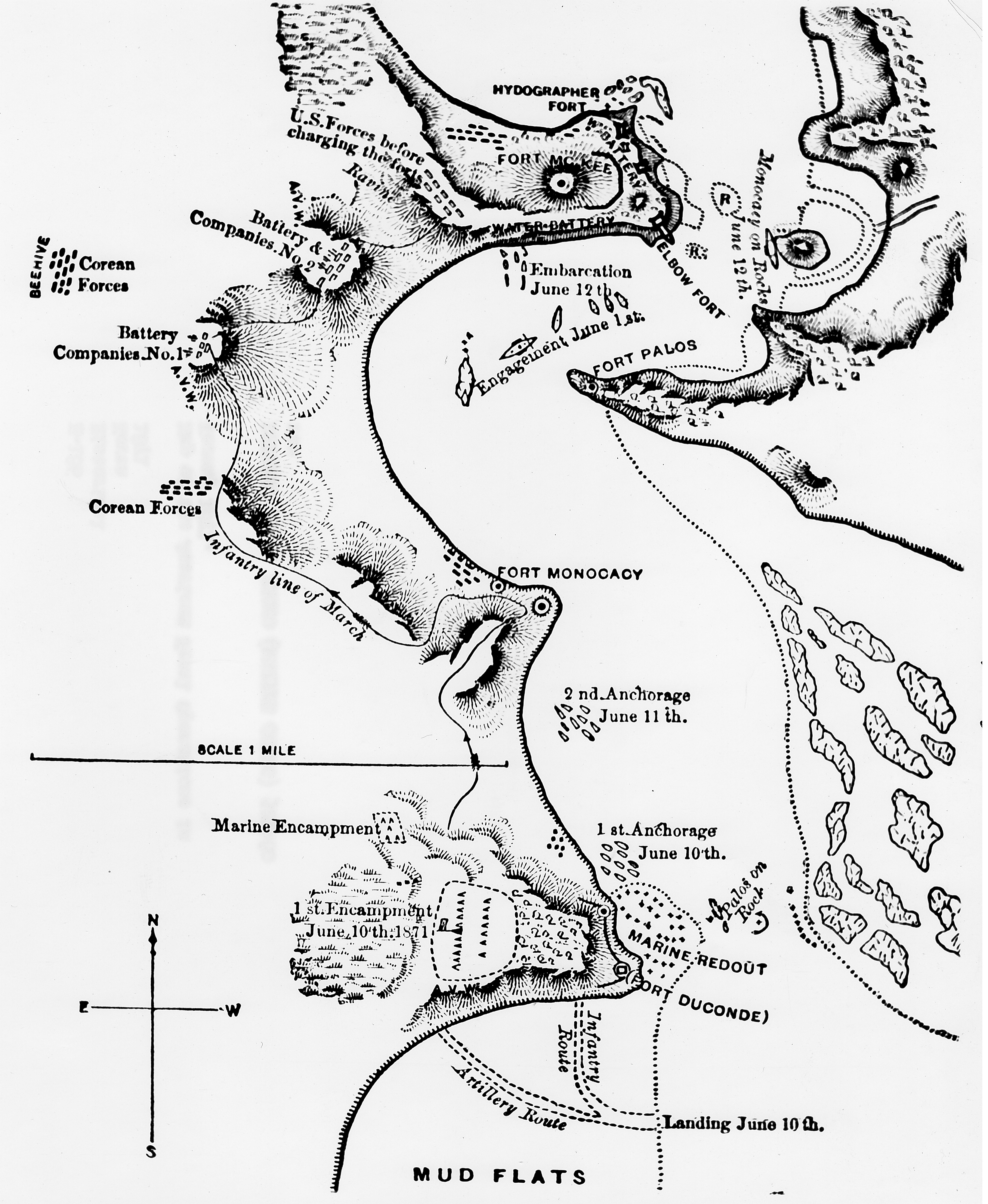
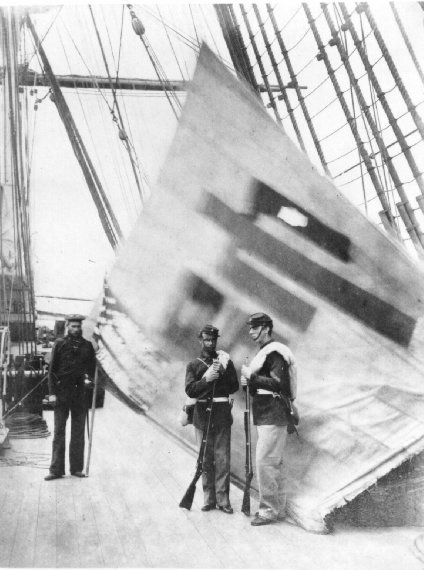
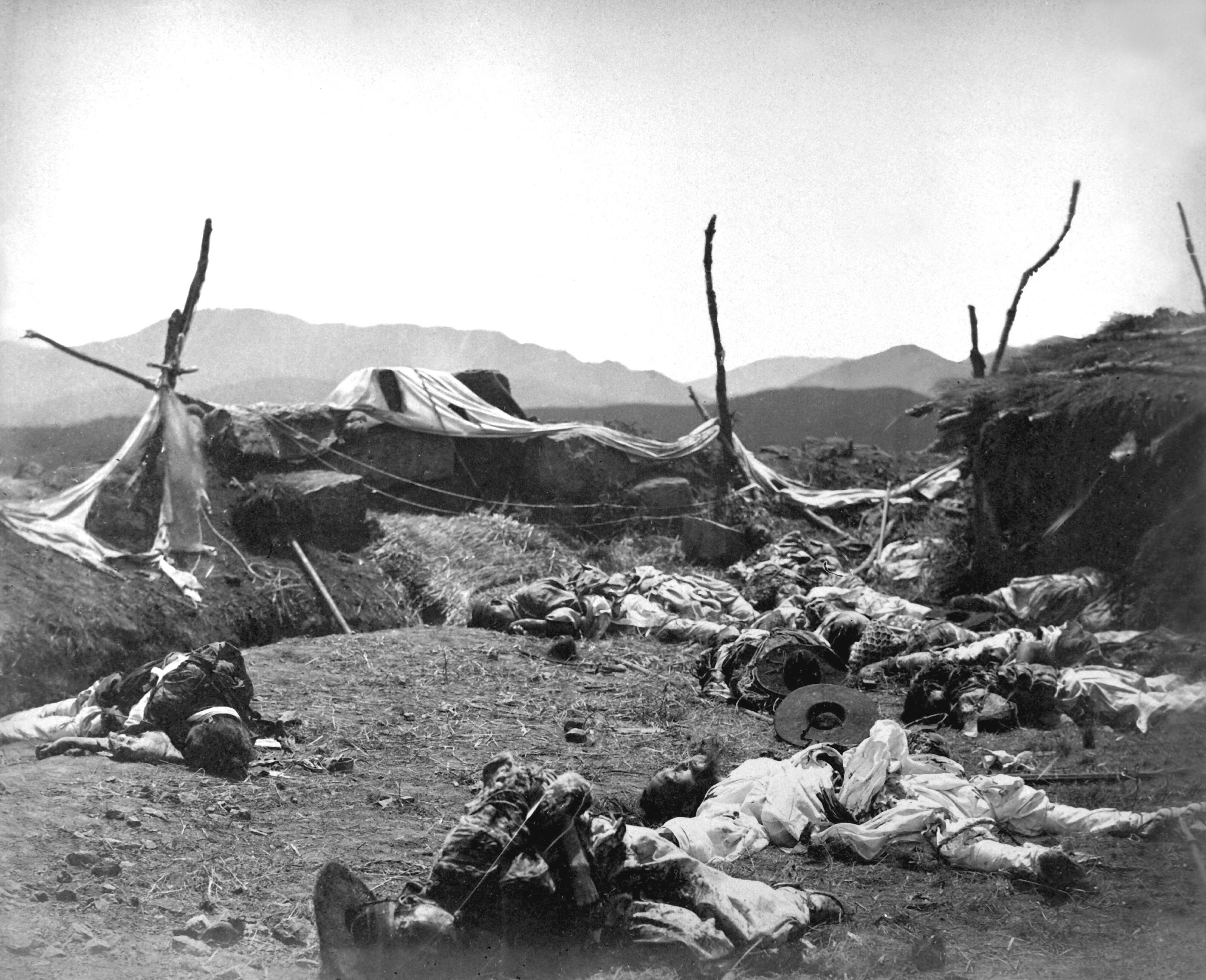